# Брадвица
Брадвица, известно и със старата българска форма на името си Братовица (на албански: Bradvicë или Bradvica, стари форми Bratovicë, Bratovica), е село в Албания в община Девол, област Корча.

## География
Селото е разположено на 8 километра източно от град Корча високо в източните склонове на планината Морава.

## История
Александър Синве („Les Grecs de l’Empire Ottoman. Etude Statistique et Ethnographique“), който се основава на гръцки данни, в 1878 година пише, че в Братовица (Bratovitza), Корчанска епархия, живеят 660 гърци.
На Етнографската карта на Битолския вилает на Картографския институт в София от 1901 година Брадевица е чисто българско село в Корчанската каза на Корчанския санджак със 160 къщи.
В Екзархийската статистика за 1908/1909 година Атанас Шопов поставя Брадевица в списъка на „българо-патриаршеските села“ в Корчанска каза.
До 2015 година селото е част от община Хочища.

## Личности
Родени в Брадвица
- Пали Миска (1931 – 2009), албански политик

Починали в Брадвица
- Фотий Калпидис (1862 – 1906), гръцки духовник